# Gymnoscyphus
Gymnoscyphus is een monotypisch geslacht van straalvinnige vissen uit de familie van de schildvissen (Gobiesocidae).

## Soort
- Gymnoscyphus ascitus Böhlke & Robins, 1970